# Внутрішньоочний тиск

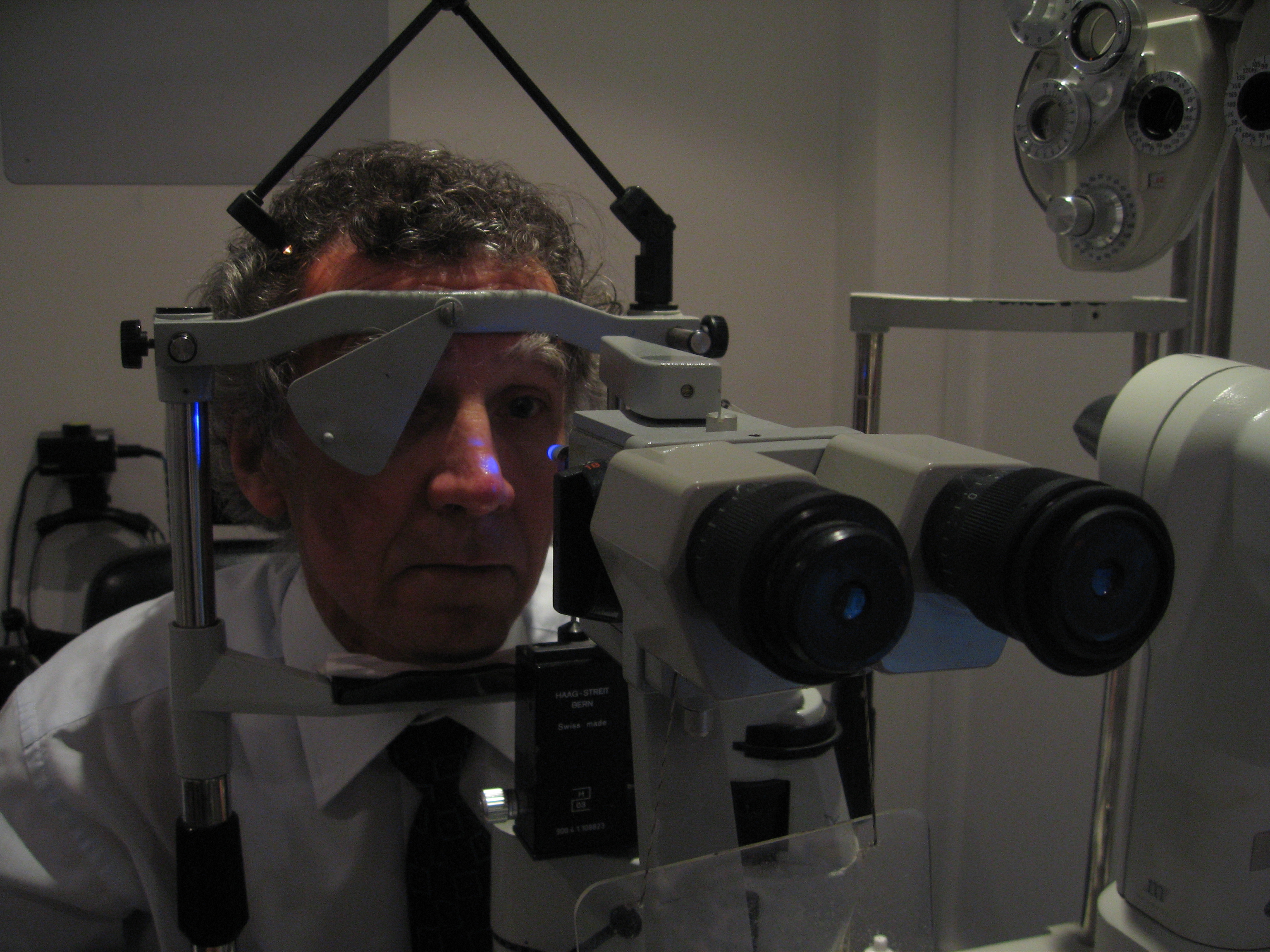
Пацієнт перед тонометром

 Внутрішньоочний тиск  (ВОТ) — тиск внутрішньоочної рідини всередині ока. Для його визначення  спеціалісти з догляду за очима використовують метод під назвою тонометрія. Внутрішньоочний тиск є важливим аспектом оцінки пацієнтів у групі ризику глаукоми. Більшість тонометрів відкалібровано для вимірювання тиску в міліметрах ртутного стовпчика (мм. рт. ст.).
Внутрішньоочний тиск визначається головним чином шляхом порівняння виробництва водянистої вологи камер ока циліарним тілом та її відведення, головним чином, через трабекулярну мережу, розташовану в кутку передньої камери ока.
Важливим кількісним співвідношенням є:
ВОТ = F / C + PV
де F = швидкість формування внутрішньоочної рідини, C = швидкість витікання, PV = епісклеральний венозний тиск. Перелічені фактори визначають внутрішньоочний тиск.